# Potentilla muldaschevii
Potentilla muldaschevii är en rosväxtart som beskrevs av Knjaz. och Semerikov. Potentilla muldaschevii ingår i Fingerörtssläktet som ingår i familjen rosväxter. Inga underarter finns listade i Catalogue of Life.